# Xpress 200
Xpress 200是ATI的一個晶片組系列，可以支援AMD的64-bit，亦同時支援INTEL的Pentium 4，Pentium D和Celeron處理器。這個系列有獨立型和整合型的晶片組。對於INTEL的版本，它的記憶體控制器支援DDR和DDR-II記憶體。相對於上一代產品，新增了PCI-Express接口，所以晶片組的名稱亦改變為Xpress系列。
之後，ATI將Xpress 200 Crossfire Edition更名為CrossFire Xpress 1600。在AMD收購ATI後，又再次更名為AMD 480X CrossFire晶片組。

## XPRESS 200晶元組列表
AMD Edition
以下的晶元組的結構是相近的，而且都支援AMD的Athlon 64和Sempron全系列处理器。
- RX480 - Xpress 200P - 不带显示核心
- RS480 - Xpress 200 - 集成显示核心（X300），支援SidePort技術
- RS482 - 是RS480的增強版本，但取消對SidePort的支援。
- Xpress 200 Crossfire Edition - Xpress 1600 - 480X CrossFire - 支援兩條PCI-Express。

Intel Edition
- RS400- Xpress 200 - 支持雙通道DDR2/DDR400內存，集成X300顯示芯片。
- RC400- Xpress 200 - 僅支持單通道DDR2/DDR400內存，集成X300顯示芯片。
- RD400- Xpress 200 - 支持雙通道DDR2/DDR400內存，不集成顯示芯片。
- RC410- Xpress 200 - RC400的0.11um工藝版本，支持PentiumD處理器。
- RC415- Xpress 200 - RC400的0.11um工藝版本，支持Core2Duo處理器。
- RXC410- Xpress 200 - RC410去掉圖形核心的版本，支持PentiumD處理器。

## Xpress 200 (RS480)
Xpress 200的整合式顯示核心可以支援DirectX 9.0b，整合了Radeon X300顯示核心，有兩條像素流水線。顯示記憶體方面，利用HyperMemory技術，可以分享系統記憶體作為顯示記憶體，再利用SidePort技術，增加一顆專用32位元頻寬的DDR內存，供集成显示核心作為显示記億体。
接口方面，可以支援新的PCI-Express。它上一代的產品是9100 IGP。縱使9100 IGP的圖形效能不錯，但是只支援DirectX 8，在電腦科技急速發展中，已顯得不足。所以ATI就推出了支援DirectX 9的整合式晶片組。與此同時，對手NVIDIA依然取不到INTEL的授權，去開發用於INTEL平台的整合式晶片組，而當年AMD的市場是亦是玩家居多，所以只有ATI去開發高級的整合式晶片組。這個情況，一路到NVIDIA推出NVidia C51芯片组才有改變。
南橋方面，ATI推出了新的IXP400(SB400)與之配合。它支援SATA和RAID功能。另外，主板廠商可搭配ULi的M1573南橋，提供更靈活的組建方案。一路而來，ATI的南橋总是不甚完美，例如著名的USB问題，所以主機版製造商有時会使用ULi南橋替代。直到NVIDIA收購ULi，NVIDIA停止向廠商供應南橋，迫使ATI自行研發更好的南橋晶片。

## 南橋

### IXP400南僑的規格：
南橋方面，ATi推出了IXP400(SB400)來與Radeon Xpress 200晶片組配搭
- 支援2个PATA通道
- 支援4个SATA150接口
- 支援RAID 0和RAID 1
- 支援8個USB2.0
- 具備5.1或7.1聲道的AC97音效輸出能力

### SB450南僑的規格：
南橋方面，ATi推出了SB450南橋來與RS482配搭：
- 支援2个PATA通道
- 支援4个SATA150接口
- 支援RAID 0和RAID 1
- 支援8个USB2.0接口
- 支援HD-Audio

註：SB450没有集成网絡卡
另外，主板廠商可搭配ULi的M1575和M1573南橋